# 天主教桂林宗座监牧区
天主教桂林宗座監牧區（拉丁語：Apostolica Praefectura Kveilinensis；中國官方稱為：桂林教區）是天主教在中國廣西壯族自治區東北部建立的一個宗座監牧區，直屬聖座。

## 概況
1938年2月9日，聖座成立桂林宗座監牧區，直屬聖座。
1950年，桂林宗座監牧區信徒人數為3,968人、有6個堂區、39位司鐸和13位修女。教座位於廣西桂林市龍珠路41號的聖小德蘭主教座堂。現時，宗座監牧區處於教座出缺狀態，由譚燕全主教代管。

## 歷史
最初，由巴黎外方傳教會會士在廣西桂林地區的桂林、永福等地4座教堂。1933年，桂林地區的教務由南寧宗座代牧區移交給梧州宗座監牧區的瑪利諾外方傳教會會士負責管理。
1938年2月9日，聖座從梧州宗座監牧區劃分出臨桂、永福、荔浦、興安、全縣、賀縣、鐘山、平樂、恭城的9縣，設立桂林宗座監牧區，轄區面積32,380平方公里，仍由瑪利諾外方傳教會會士負責管理，羅民勞神父出任宗座監牧。其後，宗座監牧區陸續新建全州、荔浦、賀縣八步、鐘山、興安、平樂、賀縣等11座天主堂。
1949年10月1日，中國共產黨在中國大陸地區建立中華人民共和國，並開始針對天主教進行宗教迫害及打壓，教會已經無法正常功能。1950年至1955年期間，羅民勞神父及其他外籍傳教士被中國政府捕捉及驅逐出境。1983年，羅民勞神父獲准卸任桂林宗座監牧區宗座監牧，宗座監牧區自始處於教座出缺狀態。
1993年12月3日，蔡秀峰主教被選為桂林宗座監牧區宗座監牧，但未能確定教宗是否認可他的牧職身份。
2002年底，中國政府官方組織中國天主教愛國會擅自將廣西的南寧總教區、北海教區的廣西地區、梧州教區和桂林宗座監牧區合併及成立廣西教區。翌年，譚燕全晉牧時獲政府認可為廣西教區正權主教。但是，聖座不承認有關變動，維持原有劃分，任命譚主教為南寧總教區主教。

## 歷任主教

### 桂林宗座監牧
- 羅民勞神父,M.M.（1938年6月10日-1983年）：美國籍 [4]
- 教座出缺（1983年-1993年）
- 蔡秀峰主教（1993年12月3日-2007年8月20日）：未能確定教宗是否認可。
- 教座出缺（2007年-）